# Tachoires
Tachoires település Franciaországban, Gers megyében. Lakosainak száma 112 fő (2022. január 1.). Tachoires Lamaguère, Betcave-Aguin, Moncorneil-Grazan, Monferran-Plavès, Pouy-Loubrin, Seissan és Simorre községekkel határos.

## Népesség
A település népessége az elmúlt években az alábbi módon változott:
| Lakosok száma | 106  | 102  | 100  | 98   | 95   | 96   | 98   | 101  | 106  | 112  |
|               | 1968 | 1982 | 1990 | 2006 | 2013 | 2015 | 2017 | 2019 | 2020 | 2022 |